# Annelize Naudé
Pour les articles homonymes, voir Naudé.
Annelize Naudé, née le 1er janvier 1977 à Kempton Park en Afrique du Sud, est une joueuse professionnelle de squash représentant l'Afrique du Sud, puis les Pays-Bas. Elle atteint le 13e rang mondial en janvier 2006, son meilleur classement. Elle fait partie de l'équipe des Pays-Bas avec Vanessa Atkinson, Orla Noom et Margriet Huisman qui crée un exploit historique en 2010 en battant l'équipe d'Angleterre en demi-finale puis l'équipe de France en finale pour devenir championne d'Europe par équipes,,.

## Biographie
Annelize Naudé grandit en Afrique du Sud où elle collectionne les titres dans les catégories de jeunes avant d'émigrer aux Pays-Bas, d'opter pour la nationalité néerlandaise et de représenter les Pays-Bas en compétition.
Elle entame sa carrière professionnelle en 1996 et à la fin de sa première année, elle est classée 53e. Deux ans après, elle a grimpé à la 36e place puis 20e fin 2002 avant d'atteindre son meilleur classement de 13e en janvier 2006.
Après sa retraite sportive en décembre 2010, elle se tourne vers son autre passion la musique, passe ses diplômes d'ingénieur du son et entame une carrière de DJ.

## Palmarès

### Titres
- Championnat d'Europe par équipes : 2010
- Championnats des Pays-Bas : 2 titres (2004, 2008)
- Championnats d'Afrique du Sud : 2000

### Finales
- Open de Kuala Lumpur : 2005